# Erebia pitho
Erebia pitho är en fjärilsart som beskrevs av Jacob Hübner 1803. Erebia pitho ingår i släktet Erebia och familjen praktfjärilar. Inga underarter finns listade i Catalogue of Life.